# Бігун Роман Ярославович
Роман Ярославович Бігун (10 березня 1972, Нижній Струтинь) — український футболіст, що грав на позиції нападника. Відомий за виступами в низці українських команд першої та другої ліг.

## Клубна кар'єра
Роман Бігун народився в селі Нижній Струтинь, та розпочав займатися футболом у ДЮСШ районного центру Рожнятів. Розпочав виступи на футбольних полях у 1992 році в аматорській команді «Галичина» (Брошнів). У 1993 році футболіст грав у складі команди перехідної ліги «Медик» з Моршина. У 1994 році Бігун ненадовго повернувся до складу «Галичини», пізніше грав у складі аматорських команд «Нафтовик» з Долини та «Хімік» з Калуша. У 1995 році Роман Бігун розпочав виступи у складі калуської команди в другій лізі, де вона грала під назвою «Калуш». У 1998 році Бігун знову став гравцем долинського «Нафтовика», який на той час також розпочав виступи в другій лізі. На початку сезону 2001—2002 років футболіст повернувся до складу калуської команди, яка отримала нову назву «Лукор». На початку сезону 2002—2003 років Роман Бігун став гравцем команди першої ліги «Прикарпаття» з Івано-Франківська, яку за рік перейменували в «Спартак». У складі команди першої ліги Бігун зіграв 34 матчі, паралельно грав у складі калуського «Лукора», пізніше «Спартак-2», у другій лізі аж до закінчення сезону 2003—2004 років. З 2005 року Роман Бігун грав у складі низки аматорських команд Івано-Франківської області. У 2014 році він став головним тренером команди ФК «Перегінське», та у її складі виходив на поле у матчах першості Івано-Франківської області, ставши найстаршим гравцем обласного чемпіонату. Пізніше Роман Бігун був граючим тренером аматорських команд «Чечва» (Нижній Струтинь) і «Карпати» (Болехів).